# 愛媛県道155号今治丹原線
愛媛県道155号今治丹原線（えひめけんどう155ごう いまばりたんばらせん）は愛媛県今治市から西条市までを結ぶ一般県道である。

## 概要
- 総延長：17.7 km
- 起点：今治市延喜
- 終点：西条市丹原町願連寺

## 歴史
- 1958年（昭和33年）6月27日 - 愛媛県告示第566号により、本路線を整理番号35番として県道に認定される[1]。
- 1972年（昭和47年）3月16日 - 愛媛県が愛媛県道155号今治丹原線として認定。

## 地理

### 通過する自治体
- 今治市
- 西条市

### 交差する道路
- 国道196号
- 国道317号
- 愛媛県道38号今治波方港線
- 愛媛県道48号壬生川丹原線
- 愛媛県道150号徳能伊予三芳停車場線
- 愛媛県道154号東予玉川線
- 愛媛県道162号朝倉伊予桜井停車場線

#### 重複区間
- 国道317号（今治市高橋～今治市別名）
- 愛媛県道150号徳能伊予三芳停車場線（西条市広岡～西条市広岡）
- 愛媛県道154号東予玉川線（今治市朝倉北～西条市旦之上）
- 愛媛県道162号朝倉伊予桜井停車場線（今治市朝倉北～今治市朝倉南）

### 沿線にある施設など
- 乃万公民館
- イオンモール今治新都市
- 今治市立清水小学校
- 今治市立朝倉中学校
- 今治市役所朝倉支所
- タオル美術館